# 子狐 (郑国)
子狐（？—前565年），春秋时期郑国大夫，姬姓，名狐。
前566年，鄭僖公对子驷不礼遇，子驷派人在夜里杀害了郑僖公，拥立郑僖公的儿子五岁的鄭簡公继位。子狐这些郑国群公子因为僖公不明不白的死去，于是谋划杀死子驷。子驷得到消息先下手。前565年四月十二日，罗织罪名，捕杀了子狐、子熙、子侯、子丁。子狐的儿子孙击、孙恶逃亡到卫国。